# Cortodera aestiva
Cortodera aestiva là một loài bọ cánh cứng trong họ Cerambycidae.